# Morpholine
La morpholine est un hétérocycle saturé porteur d'une fonction éther et d'une fonction amine secondaire. Cette dernière lui confère les propriétés d'une base. La morpholine donne aussi son nom à une classe de composés dont elle est l'élément le plus simple.
Elle se présente sous la forme d'un liquide huileux, incolore, avec une odeur caractéristique d'amine.
Elle est hygroscopique et totalement miscible à l'eau.

## Propriétés chimiques
La morpholine présente les propriétés chimiques caractéristiques d'une amine secondaire. Cependant, la présence de l'oxygène dans l'hétérocycle a pour effet de réduire la densité électronique sur l'atome d'azote.  Les propriétés nucléophiles et basiques de la morpholine sont donc moins marquées que pour les amines secondaires de structure proche (la pipéridine par exemple).

### En laboratoire

Deux voies de synthèse de la morpholine

## Synthèse

### Dans l'industrie
La morpholine peut être synthétisée industriellement par réaction de l'ammoniac sur le diéthylène glycol en présence d'hydrogène et de catalyseurs :

## Utilisation
La morpholine a un grand nombre d'utilisations :
- comme intermédiaire dans l'industrie du caoutchouc ;
- comme élément de synthèse dans la préparation de certains médicaments (exemple : l'antibiotique Linézolide) ;
- dans la préparation de produits phytosanitaires (exemple : les fongicides Tridémorphe et Fenpropimorphe) ;
- la synthèse de colorants.

Elle est aussi utilisée comme agent anticorrosion. Elle est par exemple ajoutée à l'eau qui circule dans les turbines à vapeur des centrales thermiques à flamme ou nucléaires pour maintenir un pH légèrement basique et prévenir la corrosion (pH de moindre corrosion requis). En maintenant un pH légèrement basique, elle limite l'effet corrosif de l'eau à haute température sur les pièces métalliques. Les avantages de la morpholine dans cette utilisation résident dans sa bonne stabilité chimique en l'absence d'oxygène et dans sa température d'ébullition suffisamment proche de celle de l'eau, ce qui garantit une distribution relativement homogène entre la phase liquide et la phase vapeur du mélange.